# Balkan International Basketball League
La Balkan International Basketball League (BIBL), també coneguda com a Balkan League i Lliga Balcànica, és una lliga multinacional de bàsquet professional que compta amb clubs professionals dels Balcans. La lliga inclou equips de Bulgària, Macedònia del Nord, Montenegro, Kosovo, Albània i Israel.
El propòsit de la Lliga internacional de bàsquet dels Balcans és oferir una competició internacional competitiva a clubs dels Balcans que, d'altra manera, no podrien participar en el bàsquet internacional. La lliga ho aconsegueix proporcionant suport financer a tots els clubs participants per tal de pal·liar els costos que dificulten els partits internacionals. Entre altres fites, la lliga és també la primera lliga internacional d'aquest tipus que inclou equips de Kosovo.

## Historial
| Temporada | Campió                                                             | Resultat                                                           | Finalista                                                          |                                                                    |
| --------- | ------------------------------------------------------------------ | ------------------------------------------------------------------ | ------------------------------------------------------------------ | ------------------------------------------------------------------ |
| 2008–09   | Rilski Sportist                                                    | 84–77                                                              | Feršped Rabotnički                                                 |                                                                    |
| 2009–10   | Levski Sofia                                                       | 77–65                                                              | Lovćen                                                             |                                                                    |
| 2010–11   | Feni Industries                                                    | 88–75                                                              | Rilski Sportist                                                    |                                                                    |
| 2011–12   | Hapoel Gilboa Galil                                                | 89–84                                                              | Levski Sofia                                                       |                                                                    |
| 2012–13   | Hapoel Gilboa Galil                                                | 87–79                                                              | Levski Sofia                                                       |                                                                    |
| 2013–14   | Levski Sofia                                                       | 75–69                                                              | Hapoel Gilboa Galil                                                |                                                                    |
| 2014–15   | Sigal Prishtina                                                    | 74−72 / 80–71                                                      | Rilski Sportist                                                    |                                                                    |
| 2015–16   | Sigal Prishtina                                                    | 82−68 / 68−75                                                      | Mornar                                                             |                                                                    |
| 2016–17   | Beroe                                                              | 84−55 / 77−73                                                      | Kumanovo                                                           |                                                                    |
| 2017–18   | Levski Sofia                                                       | 83−72                                                              | Bashkimi                                                           |                                                                    |
| 2018–19   | Blokotehna                                                         | 82–68                                                              | Teuta                                                              |                                                                    |
| 2019–20   | Temporada cancel·lada per la Pandèmia per coronavirus de 2019-2020 | Temporada cancel·lada per la Pandèmia per coronavirus de 2019-2020 | Temporada cancel·lada per la Pandèmia per coronavirus de 2019-2020 | Temporada cancel·lada per la Pandèmia per coronavirus de 2019-2020 |